# Božislava Přemyslovna
Božislava (nejpozději 1197 - patrně dříve – ?) byla česká královská princezna z rodu Přemyslovců. 

## Život
Narodila se jako druhorozená dcera Přemysla Otakara I. a jeho první manželky Adléty Míšeňské. Měla mnoho sourozenců: 
- Vratislav (asi 1181–asi 1231), prvorozený syn, pretendent české koruny
- Markéta / Dagmar (1186–1212), dánská královna
- Judita (1201–1230), provdaná za korutanského vévodu Bernarda II. Sponheimského
- Anna (1204–1265), nevlastní sestra (matka Konstancie Uherská), polská kněžna
- Václav I. (1205–1253), český král
- Vladislav (1207–1228), moravský markrabě
- Přemysl (1209–1239), moravský markrabě
- Anežka (1211–1282), abatyše pražského kláštera, česká světice

### Manželství a potomstvo
Roku 1198/1199 mohla být zasnoubena s rakouským vévodou Leopoldem VI., pravděpodobněji se však jednalo o její starší sestru Markétu. Zasnoubení bylo pak zrušeno roku 1202 nebo 1203. Provdala se blíže neznámého roku za hraběte Jindřicha I. z Ortenburgu (* okolo 1170 † 15. února 1241).
Děti:
- Alžběta († 1272), ∞ Gebhard IV. († 1279), lankrabě z Leuchtenbergu
- Jindřich II. († 4. února 1257), hrabě z Ortenburgu
- Anna († 1239), ∞ Fridrich IV. († 30. srpna 1274), hrabě z Truhendingenu
- Osanna († 17. ledna 1288), ∞ Konrád z Ehrenfelsu